# Chikkajeni, Hosanagara
Chikkajeni là một làng thuộc tehsil Hosanagara, huyện Shimoga, bang Karnataka, Ấn Độ.